# Infección nosocomial
Una  infección nosocomial o intrahospitalaria es la contraída por pacientes ingresados en un recinto de atención a la salud (no solo hospitales).
Según la Organización Mundial de la Salud (OMS), estarían incluidas las infecciones que no se habían manifestado ni estaban en periodo de incubación, es decir, se adquieren durante su estancia y no son la causa del ingreso; también entrarían en esta categoría las que contraen los trabajadores del centro debido a su ocupación o exposición.
Otras expresiones similares son: Contagio hospitalario, Infección intrahospitalaria, infecciones relacionadas con la asistencia sanitaria, Efectos Adversos ligados a la Hospitalización, Infección por gérmenes resistentes debido muchas veces a la mala información del personal sobre técnicas de aislamiento y medidas de protección para ambas partes (paciente y profesional de salud), o infección oportunista.
Pseudomonas aeruginosa es un germen resistente a los antibióticos, a veces impropiamente llamado «virus de quirófano» o «virus de hospital» porque en realidad no es un virus sino una bacteria, habitual en casos de contagio hospitalario.
En sentido general, el contagio hospitalario es la adquisición o propagación de una enfermedad, por insuficiente esterilización o falta de antisepsia, poniendo en contacto de manera involuntaria, microorganismos patógenos con personas, dentro de una instalación hospitalaria, o centro de salud.
Este término ha sido sustituido por el de Infección Asociada a la Asistencia de Salud (IAAS) que recoge de manera más amplia los factores que intervienen en las infecciones sanitarias.

## Introducción
La admisión en unidad de cuidados intensivos de un paciente con signos clínicos de infección puede estar relacionada con tres diferentes situaciones:
- Infección adquirida en la comunidad y con clínica en el momento de admisión del paciente en la Unidad.

- Infección adquirida en el Hospital - en otro hospital o en salas de hospitalización.

- Infección adquirida en UCI, sin estar manifiesta clínicamente en el momento del ingreso del paciente en la UCI. Aunque el punto de corte entre ambas -comunitaria y nosocomial no lo define el CDC, diferentes estudios han apuntado diferentes periodos de tiempo 48, 72, 96 e incluso 120 horas.

Estas diferencias están justificadas en la diversidad de la respuesta inflamatoria del huésped frente a los mismos microorganismos, lo que explica que según la intensidad de la misma existan diferentes situaciones clínicas que incluye el inicio de los síntomas de infección y la modulación fisiológica del huésped a la cascada de los mediadores inflamatorios, con una evolución satisfactoria de supervivencia o fatal hacia el fallecimiento.
Estudios realizados con pacientes politraumatizados sin recibir tratamiento de antibiótico al ingreso en la UCI desarrollaban infecciones en las vías respiratorias bajas relacionadas con gérmenes transportados por el propio paciente y no adquiridos en UCI como: Streptococcus Pnemoniae, Haemophilus Influenzae y Staphylococcus Aureus en los días 3, 4, 5 e incluso en el décimo día después del ingreso en la Unidad.
Las infecciones nosocomiales son infecciones contraídas durante la estancia en el hospital, que no se habían manifestado ni estaban en período de incubación en el momento del internamiento del paciente. En general las infecciones que ocurren más de 48 horas después del internamiento suelen considerarse nosocomiales, aunque puede acortarse el tiempo debido a los procedimientos invasivos y a la terapia intravascular.

## Antecedentes
El contagio hospitalario se comenzó a tener en cuenta solo a partir de la mitad del siglo XIX, y con no pocas discusiones en el entorno médico de la época, ya que para los galenos de la época, era inadmisible pensar en que el médico, el sanador de enfermos era también propagador de enfermedades, como en el caso de la sepsis puerperal, y el doctor Ignacio Felipe Semmelweis.

## Causas

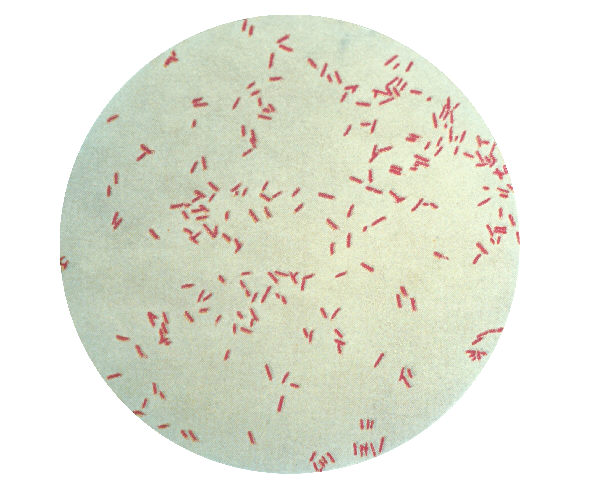
P. aeruginosa al microscopio óptico.

Para ver causas de infección hospitalaria intencionada, ver la sección correspondiente en el artículo Iatrogénia.
- Contacto con una colonia de microorganismos patógenos arraigados en una instalación hospitalaria.
- Un tratamiento inseguro.
- Compartir un vial contaminado.
- La madre en momento del parto.[7]
- Visitantes portadores de una infección transmisible mediante contacto o por el aire.
- El propio personal sanitario que asiste al enfermo.[5]
- Una instalación hospitalaria demasiado antigua y difícil de esterilizar.[3]

Según la publicación Journal of Hepatology, el contagio hospitalario de la Hepatitis C, podría haber afectado en 2007, a 2 de cada 3 hospitales en Cataluña (España), según el equipo de médicos que lo realizó. Se da la circunstancia de que hasta 1989, no se obtuvo una prueba eficaz para detectar este virus, por lo cual, hasta entonces se produjeron contagios de manera inadvertida en las transfusiones de sangre.
Los quirófanos, en especial, aquellos en los que se utiliza luz y ventilación artificial, los sistemas y conductos de aire acondicionado, el uso de instrumental mal esterilizado, falta de elementos protectores personales adecuados y estériles como: blusas, guantes, mascarillas, patucos, etc.
La resistencia a los antibióticos utilizados para combatir a los gérmenes patógenos, en especial, el Staphylococcus aureus, dificulta su erradicación.
El impacto de la infección hospitalaria está muy estudiado gracias a informes estadísticos en pacientes graves, en especial los que ingresan en las unidades de cuidados intensivos, UCI, ya que son uno de los lugares de contagio más habituales, al estar estos enfermos con su sistema inmunológico especialmente debilitado por motivo de la dolencia que les hace ingresar, así como la naturaleza invasiva de los procedimientos médicos utilizados en este ámbito de la atención.
| Algunos microorganismos infecciosos |                              |                                  |                                                            |
| Dominio                             | Microorganismo               | Medios o factores de transmisión | Síntomas                                                   |
| Bacteria                            | Klebsiella pneumoniae        | Por el aire                      | Infección en la Orina                                      |
| Bacteria                            | Escherichia coli             | Fecal, oral                      | Colitis, fiebre alta                                       |
| Bacteria                            | Pseudomonas aeruginosa       | Agua. Zonas húmedas              | Infección en la Orina, vías respiratorias, sangre. Muerte. |
| Bacteria                            | Staphylococcus aureus        | Convalecencia                    | Infección de la piel                                       |
| Hongo                               | Candida albicans             | Convalecencia                    | Problemas digestivos                                       |
| Hongo                               | Aspergillus                  | Lugares húmedos                  | Infección de oídos                                         |
| Virus                               | Virus sincitial respiratorio | Por contacto                     | Insuficiencia respiratoria en niños                        |
| Virus                               | Rotavirus                    | Fecal, oral                      | Gastroenteritis                                            |
| Virus                               | VHC genotipo 1b              | Transfusión de sangre            | Hepatitis C                                                |
| Virus                               | VIH                          | Transfusión de sangre            | Etapa final del sida, muerte por enfermedad oportunista    |

## Estrategias preventivas

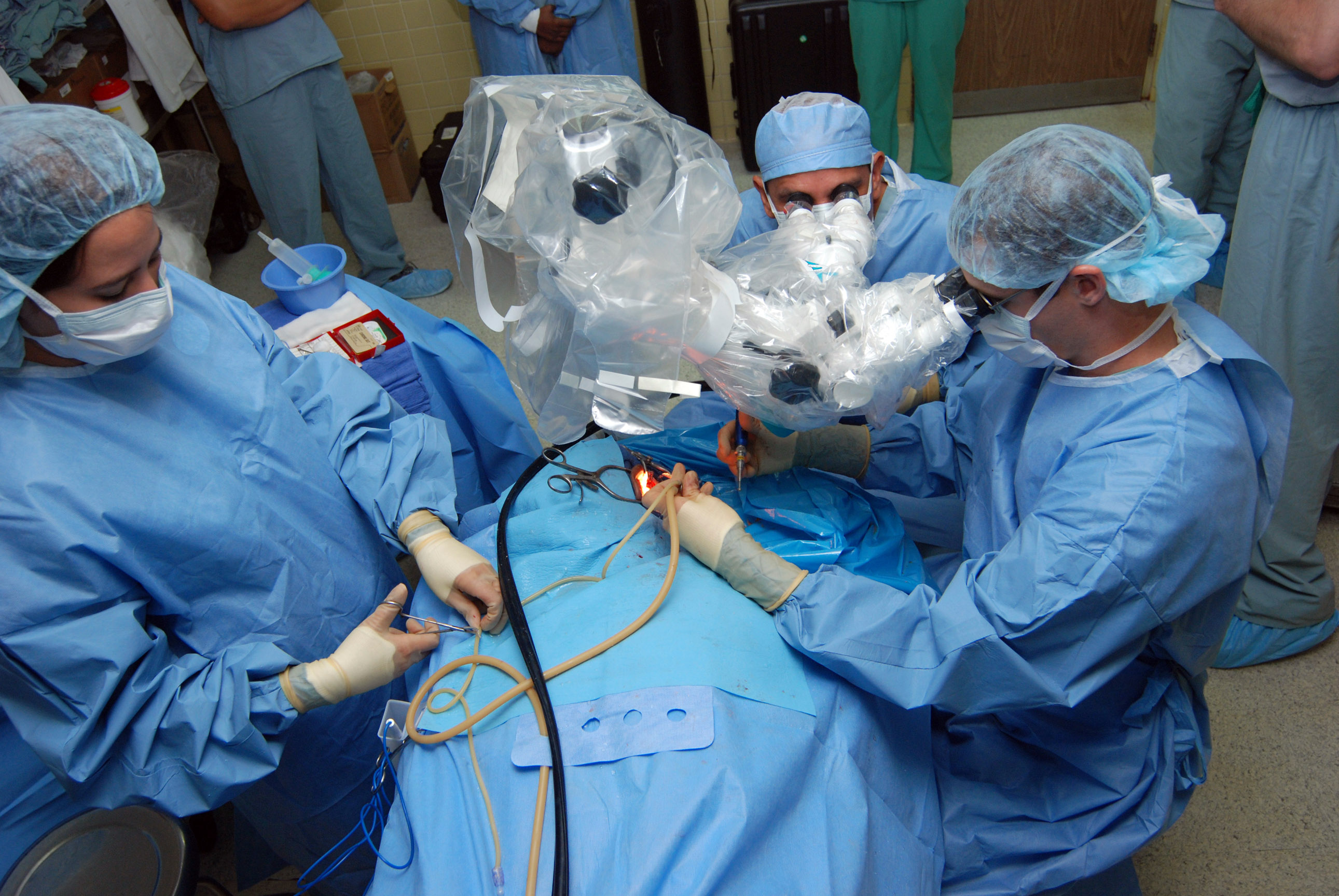
Equipo médico en una intervención.

Existen algunos métodos aplicables, que pueden permitir reducir el número de afectados por esta afección.

### Distanciar al paciente de los focos de contagio
Minimizar la presencia de visitantes y pacientes en los hospitales, al mínimo imprescindible, extendiendo la asistencia médica al domicilio del enfermo, puede permitir evitar o reducir el contagio con otros enfermos, visitantes, o puntos de infección nosocomial, siempre que, las características del paciente, el tipo de intervención, pronóstico y condiciones de su domicilio lo permitan. También puede requerir la visita ocasional del paciente a su centro de salud, o la colaboración de un familiar o sanitario particular, en el hogar.

### Recopilación de datos y análisis
Analizar las características del proceso de hospitalización actual en la sanidad es un paso importante que puede establecer indicadores estadísticos sobre las causas a evitar (EAs).

### Refuerzo de la profesionalización del personal sanitario
Otro factor de prevención es disminuir las rotaciones del personal sanitario (eventualidad, sustituciones y cambios de turno), para que de esta manera, también se reduzca la presión asistencial y permita a los profesionales del sector, atender a la prudencia, sensibilidad, y observancia de los protocolos de seguridad y asepsia. Educar a los visitantes del enfermo sobre las medidas de higiene y horarios establecidos para su visita así como el ingreso de objetos inanimados ala unidad del paciente.

## Consecuencias judiciales
Agentes implicados en la infección hospitalaria:
- Pacientes y visitantes de un hospital, o centro de salud.
- Personal médico y sanitario.[5]
- Equipo gestor y directivo de clínica u hospital, y sus propietarios.
- Autoridad administrativa europea, estatal, autonómica, y municipal.
- Proveedores de material sanitario e industria farmacéutica.
- Constructores y diseñadores de instalaciones y medios hospitalarios.

El problema afecta a toda la comunidad hospitalaria (personal sanitario, administración y pacientes), pero de manera desigual a cada uno.

### Ámbito del paciente
Para un paciente afectado por este contagio, no resulta fácil probar que su enfermedad ha sido producida por un tratamiento médico negligente o de mala praxis médica, ya que desde el momento real del presunto contagio, hasta su correcta detección, pueden pasar años, y el paciente, recurrir mientras tanto a diversos tratamientos y hospitales, ignorante del estado real de su salud.

### Ámbito del profesional de la salud
Tampoco resulta sencillo para un médico o personal sanitario, garantizar que su labor esté libre de posibles riesgos de contagio para sus pacientes, y resulta obligado, por tanto, extremar el cumplimiento de la deontología aplicable, siguiendo siempre métodos protocolizados contrastados, una disciplina sanitaria comprobada, y al pie de la normativa legal aplicable.

### Ámbito de la Administración
Para el Estado o la Administración sanitaria, también existe el riesgo de ser condenados por los tribunales de justicia por este motivo. La jurisprudencia permite establecer el principio de responsabilidad de culpa, por infecciones contraídas o reactivadas por el medio hospitalario.

## Red Hospitalaria de Vigilancia Epidemiológica en México
Las infecciones nosocomiales son infecciones contraídas durante la estancia en el hospital, que no se habían manifestado ni estaban en período de incubación en el momento del internamiento del paciente. En general las infecciones que ocurren más de 48 horas después del internamiento suelen considerarse nosocomiales, aunque puede acortarse el tiempo debido a los procedimientos invasivos y a la terapia intravascular.

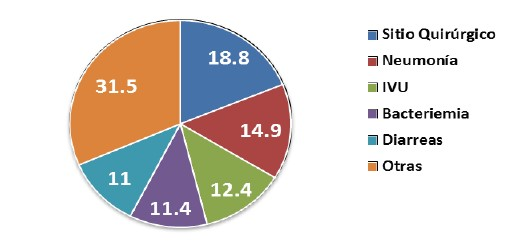
Las infecciones nosocomiales más frecuentes en los hospitales.

Desde los mediados de los años ochenta, en México, el control de infecciones nosocomiales se formaliza a partir del programa establecido en el Instituto Nacional de Ciencias Médicas y Nutrición “Salvador Subirán” que se extiende a los otros Institutos Nacionales de Salud y desde donde surge la Red Hospitalaria de Vigilancia Epidemiológica. Se elaboró el primer manual de control para su aplicación nacional y donde surgió la primera propuesta de creación de una Norma Oficial Mexicana sobre control de Infecciones.
La información epidemiológica generada por la Red Hospitalaria de Vigilancia Epidemiológica (RHOVE) tendrá uso clínico, epidemiológico, estadístico y de salud pública. Su manejo observará los principios de confidencialidad para proteger la identidad individual de los pacientes. La información epidemiológica de las infecciones nosocomiales deberá ser registrada en los formularios establecidos por el nivel normativo tanto de la Secretaría de Salud como de sus equivalentes en otras instituciones del Sistema Nacional de Salud (SNS) el análisis general y particular deberá retroalimentar a todo el sistema. La RHOVE aportará la información necesaria para que se establezcan los indicadores para la evaluación y seguimiento del sistema de vigilancia epidemiológica de las infecciones adquiridas en el hospital, así como de su comportamiento epidemiológico, según se establece en la normatividad para la certificación de hospitales.
Según esta norma son la condición generalizada resultante de la relación adversa a la presencia de un agente infeccioso o su toxina, que no estaba presente o en periodo de incubación en el momento del ingreso del paciente al hospital y que puede manifestarse incluso después de su egreso. Lo anterior nos hace patente la intervención de diferentes factores que ocurren durante la atención médica hospitalaria que permiten o promueven la aparición de dichas patologías, en los últimos años se ha presentado como un verdadero problema de Salud Pública, aunado a la alta tasa de resistencia bacteriana asociada a los agentes nosocomiales.